# منتخب باكستان لكرة اليد
منتخب باكستان لكرة اليد (بالإنجليزية: Pakistan national handball team)‏ هو ممثل باكستان الرسمي في المنافسات الدولية في كرة اليد
.